# Consejo Económico y Social del Líbano
El Consejo Económico y Social (CES) de Líbano fue creado en 1999 de acuerdo con el documento "National Accord" del mismo año, que recomendaba la creación de este Consejo como de una importancia significativa para el estado moderno.
El Consejo tiene dos tareas principales:  
- Promover y formular perspectivas económicas, sociales y de sectores vocacionales así como consultar con ellos la articulación política, económica y del estado social.

- Promover el diálogo, la cooperación y la coordinación entre los diferentes Sectores Económicos, Sociales y vocacionales.

El CES está compuesto de 71 miembros que representan todos los sectores, asociaciones, sindicatos, profesionales e instituciones en el extranjero. 
El CES actúa en dos direcciones: 
- Emite opiniones (consultivas), sobre informes enviados por el primer ministro (P.M.) al Consejo.

- Emite opiniones sobre informes propios considerados cruciales por el Consejo.